# Asios (Sohn des Dymas)
Asios (altgriechisch Ἄσιος Ásios), der Sohn des Dymas, ist in der griechischen Mythologie der Bruder der Hekabe. Er stammte aus Phrygien vom Fluss Sangarios in Bithynien. Er war ein Onkel des trojanischen Helden Hektor.
Asios nahm am Trojanischen Krieg teil. Nach Homer nahm Apollon seine Gestalt an, um Hektor zum Kampf mit Patroklos zu bewegen. Dictys Cretensis berichtet, dass Asios von Aias getötet wurde.